# Gran Premio di Siracusa 1966
Il 15º Gran Premio di Siracusa è stato una gara automobilistica di Formula Uno disputatasi il 1º maggio 1966 sul circuito di Siracusa, non valida per il campionato mondiale di quell'anno.
La corsa si è svolta su 56 giri ed è stata vinta dal pilota britannico John Surtees su una Ferrari 312.
Jack Brabham, Vic Wilson e Denny Hulme, non riuscirono a completare alcun giro di qualificazione e furono fatti partire dal fondo della griglia, dietro André Wicky, più lento di ben 37,4 secondi rispetto a Surtees.
La gara si svolse due settimane prima del Gran Premio di Monaco che dava il via al mondiale. Come nella gara del 1º gennaio in Sud Africa molti team si presentarono non preparati alla nuova regolamentazione che prevedeva motori di 3000 anziché 1500 cm3. Molte scuderie si erano ripresentate con motori 2 litri (aumentando la cilindrata ai motori delle stagioni precedenti), oppure da 2,7 (derivati dal vecchio Coventry Climax 4 cilindri usato negli anni 1955-60)
La stessa Ferrari portò all'esordio la nuova 312 F1, ma schierò anche una 246 con motore “Dino” 6 cilindri da 2,4 litri.
All'esordio anche la Cooper T81 con motore Maserati 3.000.

## Risultati
| Pos | Pilota             | Team                        | Costruttore                   | Giri | Tempo/Ritirato | Griglia |
| --- | ------------------ | --------------------------- | ----------------------------- | ---- | -------------- | ------- |
| 1   | John Surtees       | SEFAC Ferrari               | Ferrari 312                   | 56   | 1.40:08.3      | 1       |
| 2   | Lorenzo Bandini    | SEFAC Ferrari               | Ferrari 246                   | 56   | + 24,6 s       | 2       |
| 3   | David Hobbs        | Reg Parnell (Racing)        | Lotus 25/33-BRM 2L.           | 54   | +2 giri        | 7       |
| 4   | Vic Wilson         | Team Chamaco Collect        | BRM P261 V8 2L.               | 53   | +3 giri        | 11      |
| 5   | Jo Bonnier         | Rob Walker Racing Team      | Brabham BT 11-BRM 2L          | 52   | + 4 giri       | 4       |
| NC  | Guy Ligier         | Guy Ligier                  | Cooper T81-Maserati           | 39   | iniezione      | 5       |
| Ret | Paul Hawkins       | Reg Parnell (Racing)        | Lotus 25-Climax 2,7L          | 36   | +20 giri       | 6       |
| Ret | Jo Siffert         | Rob Walker Racing Team      | Cooper T81-Maserati           | 20   | sterzo         | 3       |
| Ret | Denny Hulme        | Brabham Racing Organisation | Brabham BT11/22-Climax 2,7 L. | 8    | motore         | 12      |
| Ret | Jack Brabham       | Brabham Racing Organisation | Brabham BT19-Repco            | 2    | motore         | 10      |
| Ret | Giancarlo Baghetti | Anglo-Suisse Racing Team    | Lotus-BRM                     | 0    | Cambio         | 8       |
| Ret | André Wicky        | André Wicky                 | Cooper-BRM                    | 0    | Batteria       | 9       |
| DNS | Bob Anderson       | DW Racing Enterprises       | Brabham BT11-F1-Climax        |      | Pistone        | -       |
| DNA | Roberto Bussinello | Alf Francis                 | Cooper T77-ATS                |      |                | -       |